# Carl Maria von Weber
Carl Maria von Weber (18. listopadu 1786 Eutin – 5. června 1826 Londýn) byl německý hudební skladatel, kapelník, klavírní virtuóz a dirigent působící na přelomu 18. a 19. století. Byl jeden z prvních významných skladatelů romantické školy. Jeho opery Čarostřelec, Euryanta a Oberon do značné míry ovlivnily vývoj romantické opery v Německu.

## Život

### Mládí
Carl Maria von Weber se narodil v Eutinu, v tehdejším Knížecím biskupství Lübeck. Přesné datum jeho narození není známo, ale 20. listopadu 1786 byl v místním kostele pokřtěn. Jeho otec Franz Anton byl dvorním kapelníkem u knížete biskupa z Lübecku, ale po zrušení orchestru z úsporných důvodů v roce 1781 se stal vedoucím městského orchestru v Eutinu. Byl vzdáleným příbuzným Mozartovy manželky Konstance. Brzy po narození syna se svou ženou, herečkou a zpěvačkou, založil kočovnou divadelní společnost. Chlapec trpěl vrozenou vadou kyčle, chodit začal až ve čtyřech letech a celý život kulhal. Otec ale rozpoznal jeho hudební talent a chtěl z něj mít druhého Mozarta. Carl Maria už ve čtyřech letech byl zpěvákem a klavíristou. Otec mu dal základy, ale vzhledem k časté změně bydliště mu nemohl poskytnout systematickou odbornou výuku.
V roce 1797 se rodina přestěhovala do Salcburku, kde Carl Maria studoval kompozici u Michaela Haydna, bratra známého skladatele. Profesionální lekce klavírní hry mu poskytl varhaník a skladatel Johann Peter Heuschkel. V březnu 1798 mu zemřela matka a s otcem se přestěhovali do Mnichova.  Otec se tam neúspěšně pokusil podnikat v oboru litografie, protože chtěl tisknout synovy skladby. Carl Maria nicméně získal základní technické znalosti v litografii v dílně Aloise Senefeldera a Franze Gleißnera.
V jedenácti letech napsal svoji první divadelní hru se zpěvy (komickou operu s názvem Síla lásky a vína) a rychle se pustil do dalších, z nichž jedna, Lesní panna, byla uvedena v listopadu 1800 ve Freibergu v Sasku, nedlouho po jeho čtrnáctých narozeninách. Komponoval i drobnější skladby, klavírní sonáty, houslová tria a další. Na počátku roku 1803 byla v Augsburgu uvedena jeho opera Peter Schmoll a jeho sousedé.
Důležité pro jeho hudební vývoj bylo studium ve Vídni u významného skladatele a teoretika Abbého Voglera v letech 1803–1804. V sedmnácti byl jmenován dvorním kapelníkem města Vratislavi, kam dorazil v roce 1804.

### Dospělost
Ve Vratislavské opeře Weber změnil repertoár, prodloužil zkušební období a propouštěl starší zpěváky, proto se setkal s nevolí. Zvláštní nehoda (napil se kyseliny určené na leptání rytin na místo vína) způsobila, že byl na několik měsíců upoután na lůžko a jeho reformy se neuskutečnily. Na protest odstoupil a brzy si našel novou práci. Do února 1807 žil jako host na zámku pruského generála Friedricha Eugena Heinricha von Württemberg-Oels v Carlsruhe (dnes vesnice Pokój severně od Opole v Polsku), potom nastoupil jako osobní tajemník k jeho bratrovi, vévodovi Ludvíkovi ve Stuttgartu. Tehdy žil rozmařilým životem a měl nemalé dluhy, ale také si vytvořil jméno koncertního klavíristy. Napsal své první dvě symfonie C dur a několik drobných skladeb pro dvorní kapelu. V roce 1810 byl i se svým otcem obviněn z korupce a krátkodobě uvězněn. Z rozhodnutí soudu byl z Würtemberska vyhoštěn a jako klavírista, dirigent a skladatel na volné noze působil v různých městech (Manhneim, Frankfurt, Mnichov, Berlín, Darmstadt). V této době složil klavírní koncert C dur a dva koncerty pro klarinet. Ve Frankfurtu měla premiéru jeho opera Silvana, v Mnichově opera Abu Hasan. 

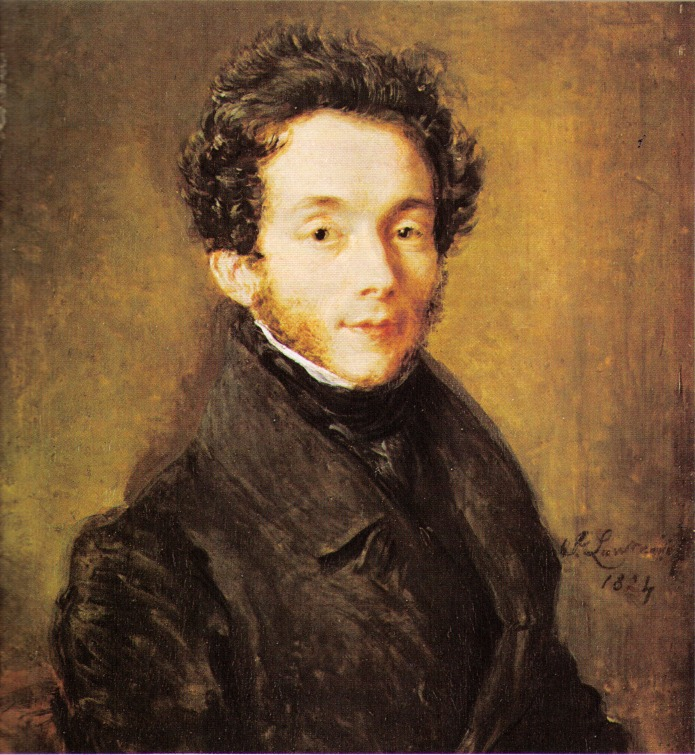
Carl Maria von Weber, portrét od Thomase Lawrence, 1814

Nakonec v roce 1813 přijal nové místo ředitele a dirigenta pražského Stavovského divadla, kde se pustil do získávání nových umělců a zlepšování umělecké úrovně. Zapojil se i do pražské koncertní činnosti, zhudebnil několik básní Theodora Körnera (dodnes populární sborová píseň Lützows wilde Jagd). Psal také recenze k hudebním událostem do pražského tisku. V té době však začal trpět tuberkulózou, na kterou později zemřel. Rovněž navázal dva bouřlivé milostné vztahy, první s Theresou Brunettiovou a druhý se zpěvačkou Carolinou Brandtovou, s níž se v Praze 4. listopadu 1817 oženil. Během manželství se narodily tři děti.
Z Prahy se v roce 1816 přestěhoval do Drážďan, kde se ujal řízení dvorní opery. S podporou ředitele divadla Heinricha Vitzthuma začal vytvářet středisko německé národní opery. Kromě Mozartových a Beethovenových oper rovněž uváděl hru Jessondu a za čas i své vlastní Čarostřelce a Euryanthe. V roce 1819 doplnil svůj repertoár instrumentálních skladeb o „rondo brillant“ pro klavír s názvem Vyzvání k tanci. V Drážďanech Weber nastudoval v letech 1817–1825 na čtyřicet premiér.

### Konec života a smrt
V roce 1823 se vydal do Rakouska na premiéru opery Euryanthe, která se konala 25. října, ale opera měla jen slabý úspěch. Když se vrátil do Drážďan, uvědomil si, že se jeho zdraví zhoršuje, neboť kulhání se zhoršovalo a trpěl neustálým kašlem. Řada lázeňských léčení, jimž se podrobil následující léto, příliš nepomohla, a když mu lékař sdělil, že mu příliš času nezbývá, začal uspořádávat své záležitosti. Marně hledaje vhodnou léčbu navštívil rovněž Mariánské Lázně.
S ohledem na osud své rodiny souhlasil s tím, že napíše operu pro Royal Opera House Covent Garden v Londýně. Byl to Oberon s libretem hýřícím fantazií, z něhož měl obavy, ale v roce 1825 se přece jen do komponování pustil. V únoru 1826 odjel do Londýna. Ačkoliv se příznaky nemoci v chladném a mlhavém počasí stále zhoršovaly, 12. dubna úspěšně dirigoval premiéru své nové opery. Měl v úmyslu opustit Londýn 6. června, ale o den dříve byl nalezen mrtev ve svém pokoji. Náchylný k tuberkulóze, pravděpodobně zemřel na rakovinu hrtanu. Byl pohřben v Londýně. V roce 1844 se jeho ostatky vrátily do Drážďan, kde Richard Wagner pronesl pohřební řeč.

## Dílo

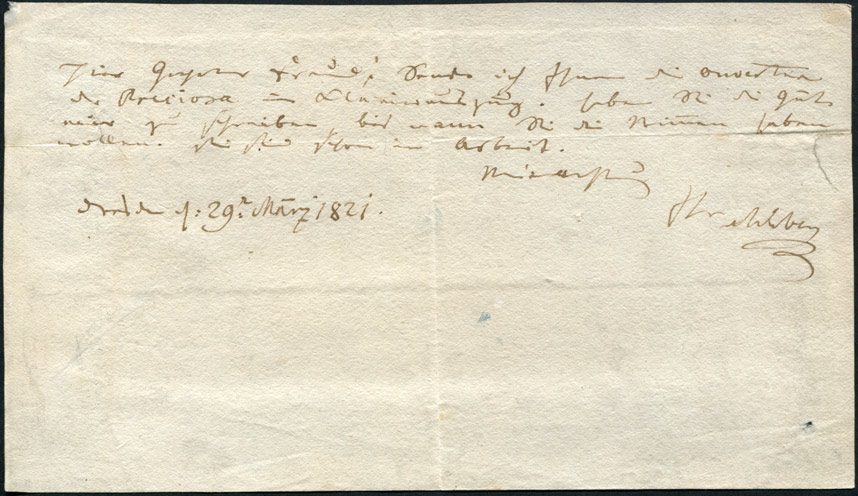
Rukopis Carl Maria von Webera.

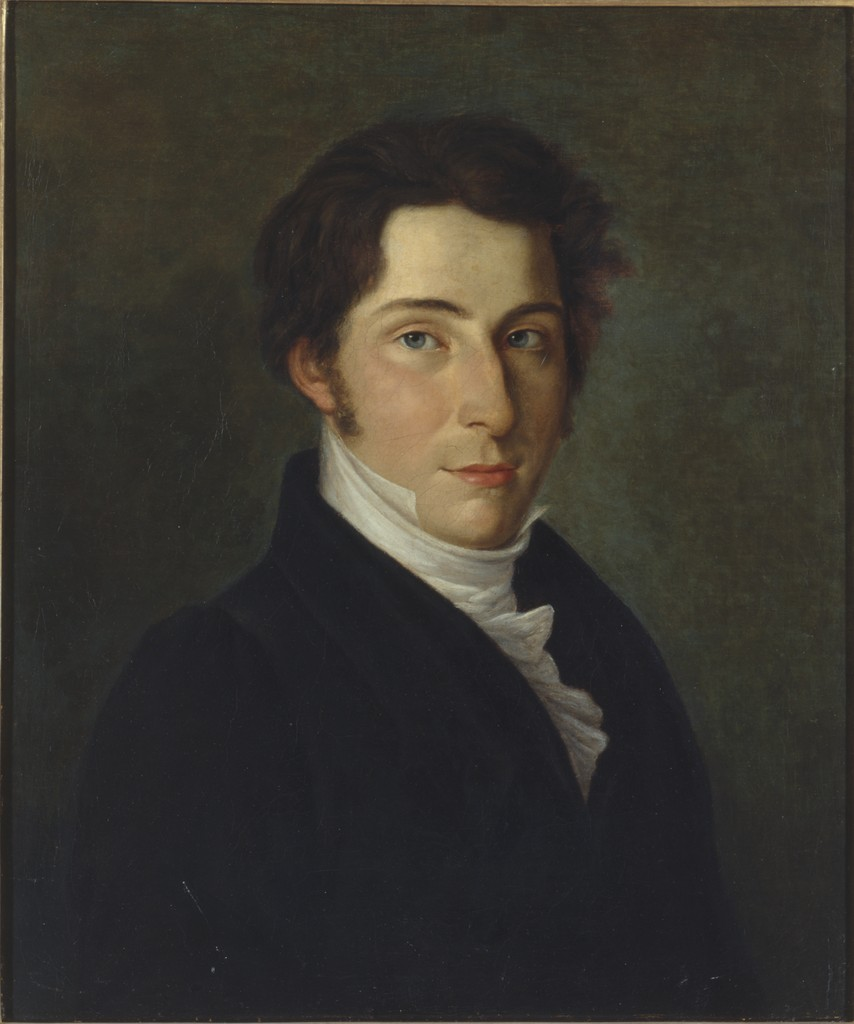
Carl Maria von Weber, portrét od neznámého autora, cca 1820

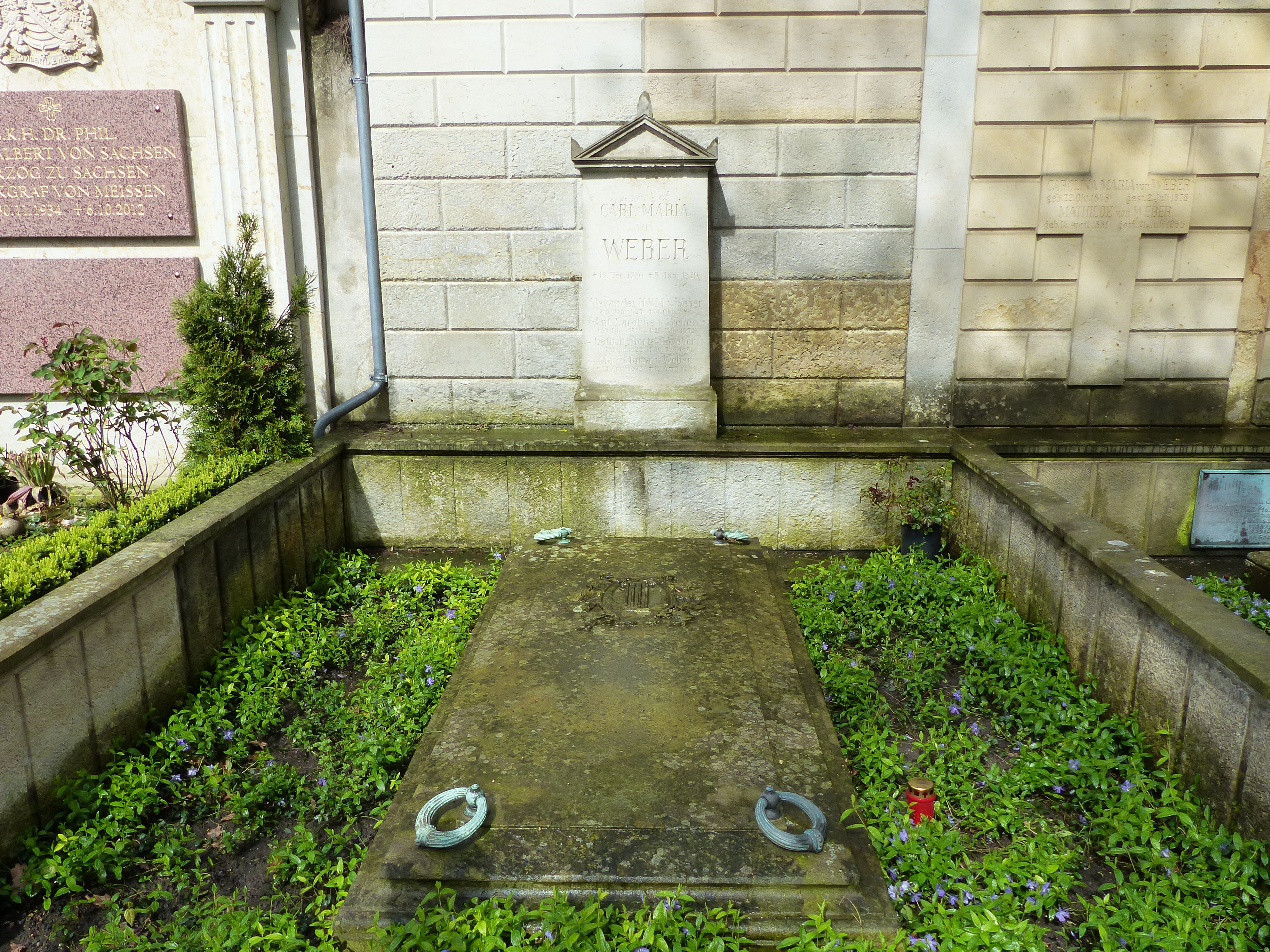
Hrob Carla Marii von Webera na Starém katolickém hřbitově v Drážďanech

Z Weberova díla jsou známé především jeho opery s romantickými náměty, z nichž vyniká Čarostřelec. Jeho tvorba však zahrnuje širokou škálu hudebních forem. Jako vynikající klavírista napsal řadu skladeb pro klavír, které ovlivnily skladatele jako Chopin, Liszt a Mendelssohn. Významné místo v hudebním repertoáru zaujímají také jeho skladby pro dechové nástroje (klarinet, lesní roh, fagot).
Nezanedbatelný je také Weberův příspěvek k vokální a sborové hudbě. Kromě duchovních a náboženských skladeb (mše, kantáty) napsal více než 90 sólových písní, četné polyfonní písně a kánony, stejně jako vokální duety, s kytarovým nebo klavírním doprovodem.

### Nejvýznamnější díla (výběr)

#### Opery
- Silvana, premiéra 1810 ve Frankfurtu nad Mohanem; Libreto Franz Carl Hiemer, přepracována původní opera Lesní panna
- Abu Hassan, 1811 v Mnichově; Libreto Franz Carl Hiemer

- Čarostřelec, 1821; Libreto Friedrich Kind
- Euryanta, 1823; Libreto Helmina von Chézy
- Oberon, 1826; Libreto James Planché, podle Christopha Martina Wielanda

#### Orchestrální díla
- Symfonie č. 1 a 2 C dur op. 19 (1807)
- Předehra k Vládci duchů op. 27 (1811)
- Jubilejní předehra op. 59 (1818)

#### Koncertní díla
- Klavírní koncert č. 1 C dur op. 11 (1810)
- Klavírní koncert č. 2 Es dur op. 32 (1812)
- Klarinetový koncert č. 1 f moll op. 73 (1811)
- Klarinetový koncert č. 2 Es dur, op. 74 (1811)
- Koncert pro klavír a orchestr f moll op. 79 (1821)

#### Komorní hudba
- Grand Duo concertant pro klarinet a klavír Es dur op. 48 (1816)
- Divertimento assai facile pro kytaru a klavír C dur op. 38 (1817)
- Trio pro flétnu, violoncello a klavír g moll op. 63 (1819)

#### Sólový klavír
- Sonáta pro klavír č. 1 C dur op. 24 (1812)
- Sonáta pro klavír č. 2 A dur op. 39 (1816)
- Sonáta pro klavír č. 3 d moll op. 49 (1816)
- Sonáta pro klavír č. 4 e moll op. 70 (1822)

- Vyzvání k tanci, rondo pro klavír D dur, op. 65 (1819)

## Eponyma
Na jeho počest byly pojmenovány mj.:
- planetka (4152) Weber z Hlavního pásu
- Weberova zátoka u Beethovenova poloostrova na ostrově Alexandra I. v Antarktidě
- mezinárodní vlak EuroCity číslo 170 z Prahy do Berlína a 171 z Berlína do Prahy